# Otto Beckmann (Maler)

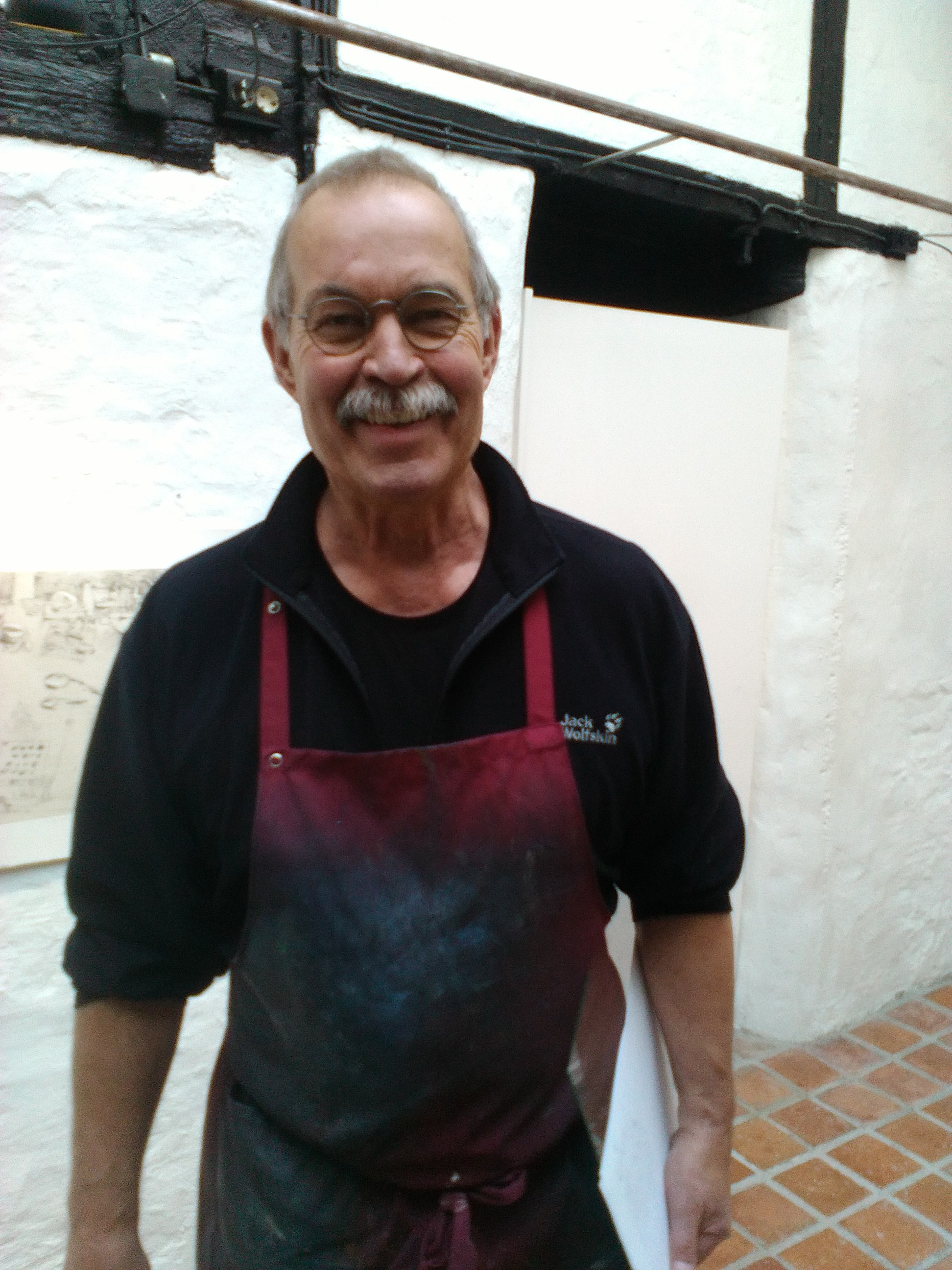
Otto Beckmann, 2015

Otto Beckmann (* 2. September 1945 in Knüppeldamm, heute Fincken, Mecklenburg) ist ein norddeutscher Maler, Zeichner und Graphiker mit dem Schwerpunkt Radierung.

## Leben
Er wuchs in Schleswig-Holstein auf, wo er die Jahre 1952–1958 auf der Insel Föhr verbrachte und 1958–1966 in Lübeck-Travemünde lebte, 1966 machte er das Abitur am Carl-Jacob-Burckhardt-Gymnasium in Lübeck.
Von 1967 bis 1970 studierte er an der Pädagogischen Hochschule in Flensburg das Fach Kunsterziehung an Grund-, Haupt- und Realschulen. Nach dem Studienabschluss trat er 1970 in den Schuldienst der Stadt Hamburg ein. Bereits zu dieser Zeit begann Otto Beckmann eine rege Ausstellungstätigkeit mit eigenen Kunstwerken im In- und Ausland. 1971 wechselte er an die Schule nach Friedrichstadt und begann gleichzeitig den Wiederaufbau der Mühle „Emanuel“ in Garding/Eiderstedt.
Es folgten mehrere Reisen nach Norwegen. 1975 wurde Otto Beckmann Mitglied im Bundesverband Bildender Künstler (BBK). Er verließ 1985 den Schuldienst, weil die eigene künstlerische Weiterentwicklung nicht mit einer gleichzeitigen Lehrertätigkeit zu verbinden war. Seitdem arbeitet er als freischaffender Künstler. Er erhielt 1986 durch das Kultusministerium Schleswig-Holstein ein Stipendium für einen halbjährigen Studienaufenthalt in Italien und 1988–1989 ein einjähriges Arbeitsstipendium im Künstlerhaus Lauenburg an der Elbe. In dieser Zeit erarbeitete er sich die technisch-handwerkliche und künstlerische Basis für seine großformatigen Radierungen.
1989 gründete Otto Beckmann ein Atelier und eine Druckwerkstatt in Hamburg.
1992 begann die Zusammenarbeit mit Falko Behrendt und Hans-Ruprecht Leiß, es entstanden gemeinsame Ausstellungen, Mappen, Kataloge und Kalender.
1994–1998 unternahm er mehrere Reisen mit seiner Frau Barbara Mannitz nach Asien (Vietnam, Thailand, Laos und Birma).
Von 1997 bis 2017 war Otto Beckmann Mitglied in der dänisch-deutschen Künstlervereinigung Grænselandudstillingen (deutsch: Grenzlandausstellung) in Åbenrå, Dänemark.
Otto Beckmann lebt und arbeitet in Hamburg und Neustadt in Holstein.

## Ausstellungen
seit 1970 zahlreiche Einzel- und Gruppenausstellungen in Deutschland, Skandinavien, Schweiz, Frankreich und Griechenland

## Schriften (Auswahl)
- Otto Beckmann, Hans-Heinrich Lüth (Hrsg.): Otto Beckmann. pictus-Verlag, Galerie Lüth, Husum Schobüll-Halebüll 2015, ISBN 978-3-927212-82-4
- Otto Beckmann (Ill.), Hans-Heinrich Lüth (Hrsg.): Otto Beckmann, Briefe an das Meer. pictus-Verlag, Galerie Lüth, Halebüll 2003, ISBN 3-927212-47-4.
- Otto Beckmann (Ill.): Zwischenzeit am Meer. pictus-Verlag, Galerie Lüth, Halebüll 2001, ISBN 3-927212-38-5.
- Otto Beckmann: Der Schimmelreiter. Quetsche, Witzwort 1997, ISBN 3-925899-42-1 (Ausg. B).
- Barbara Mannitz, Otto Beckmann, Notizen in Vietnam. pictus-Verlag, Galerie Lüth, Halebüll 1995, ISBN 3-927212-21-0
- Otto Beckmann: Bilder. pictus-Verlag, Galerie Lüth, Halebüll 1993, ISBN 3-927212-13-X.
- Otto Beckmann, Joachim Kruse: Radierungen. pictus-Verlag, Galerie Lüth, Halebüll 1989, ISBN 3-927212-04-0.